# عسلاوية (نبات)
العسلاوية (الاسم العلمي: Lonicereae) هي قبيلة من النباتات تتبع فصيلة المعزية الورق من الرتبة الممشقيات.

## أجناس العسلاوية
- العسلة أو صريمة الجدي (الاسم العلمي:Lonicera)
- اللايسترية (الاسم العلمي:Leycesteria)